# Bergisel
Le Bergisel est une colline qui s'élève à 746 m d'altitude au sud de la ville d'Innsbruck, dans le land du Tyrol en Autriche.
Sur ses pentes se trouve le tremplin de Bergisel qui fut construit pour accueillir les jeux olympiques d'hiver de 1964.